# Lagan (rzeka w Szwecji)
Lagan – rzeka w południowej Szwecji, o długości ok. 232 km, uchodząca do Laholmsbukten (Kattegat) w Mellbystrand (Halland), ok. 15 km na południe od Halmstadu. Powierzchnia jej dorzecza, obejmującego południowo-zachodnią część prowincji historycznej Smalandia oraz południową część Hallandu, wynosi 6 451,8 km².
Lagan jest największą rzeką Wyżyny Południowoszwedzkiej (Sydsvenska höglandet). Jest jedną z czterech, obok Viskan, Ätran i Nissan, dużych rzek uchodzących w Halland na zachodnim wybrzeżu Szwecji.

## Geografia

### Przebieg rzeki
Źródła rzeki Lagan położone są w okolicy Taberg, kilka kilometrów na południe od Jönköping w Smalandii. Lagan odwadnia położone tam jezioro Tahesjön, płynąc na południe w kierunku Vaggeryd i dalej Värnamo. Następnie przepływa przez jezioro Vidöstern i płynie w stronę Ljungby. Na północ od Markarydu zmienia kierunek i płynie dalej na zachód przez Knäred i Laholm, uchodząc do Laholmsbukten w Mellbystrandzie. Jej ujście nazywane jest Lagaoset.

### Główne dopływy
Większe dopływy Lagan:
- lewe: Härån
- prawe: Bolmån.

### Miejscowości położone nad Lagan
Vaggeryd, Skillingaryd, Värnamo, Lagan, Ljungby, Strömsnäsbruk, Markaryd, Knäred, Laholm, Mellbystrand.

## Zagospodarowanie
Zlokalizowane nad rzeką Lagan elektrownie wodne mają łączną moc 122,9 MW i wytwarzają rocznie ok. 495,8 GWh energii elektrycznej.